# Michal Tomik
Michal Tomik, též Michal Tomík (10. listopadu 1869 Skalica – 20. století), byl slovenský a československý politik, meziválečný poslanec a senátor Národního shromáždění za Hlinkovu slovenskou ľudovou stranu (před rokem 1925 oficiální název Slovenská ľudová strana).

## Biografie
Podle údajů k roku 1920 byl profesí rolníkem v Uherské Skalici.
V parlamentních volbách v roce 1920 získal poslanecké křeslo v Národním shromáždění. Zvolen byl na společné kandidátce Slovenské ľudové strany a celostátní Československé strany lidové. V roce 1921 ovšem slovenští poslanci vystoupili ze společného poslaneckého klubu a nadále již fungovali jako samostatná politická formace.
V parlamentních volbách v roce 1925 získal senátorské křeslo v Národním shromáždění. Senátorem byl do roku 1929. V polovině 20. let byl soudně stíhán pro přečiny na základě zákona na ochranu republiky a urážku na cti.